# Francisco Duarte
Francisco Javier Duarte Valenzuela (Quinta Normal, Santiago, 1 de septiembre de 1954) es un físico e inventor chileno. Es autor de varios libros sobre láseres de colorante, láseres sintonizables, óptica cuántica, y entrelazamiento cuántico.   Duarte ha hecho importantes contribuciones en el área de osciladores integrados por sistemas prismáticos y también es autor de la teoría de dispersión generalizada en sistemas de prismas múltiples.
En 1994 Duarte demostró por primera vez la oscilación de banda angosta en un láser de colorante sólido usando uno de sus diseños de osciladores dispersivos. Estos osciladores fueron modificados en forma óptima en 1999 demostrando oscilación láser cerca del límite permitido por el principio de incertidumbre de Heisenberg. Otra de sus áreas de investigación es la aplicación de la notación de Dirac en interferometría y óptica clásica.
Sus trabajos han sido aplicados en numerosos campos de investigación incluyendo: compresión de pulsos láser, espectroscopia, geodésica, láseres semiconductores sintonizables, lentes gravitacionales, medicina láser, microscopía láser, óptica no lineal, y separación de isótopos por láser.

## Biografía
Duarte nació en la ciudad de Santiago, segundo hijo del  matrimonio conformado por los profesionales Luis Enrique Duarte y Ruth Virginia Valenzuela.  Estudió en escuelas públicas de Quinta Normal (Escuela de Hombres Nº 192), Iquique, y Peumo, y fue alumno del Instituto Nacional.  En 1971 viajó, con su familia a Sídney, Australia, donde su hermano (Enrique) se convirtió en el primer chileno en jugar en el fútbol profesional australiano.  Su madre fue el primer profesional sudamericano cuyo título fue reconocido en Australia.
En Sídney, residió en Strathfield y en el pequeño poblado norte de Cowan. En 1983 viajó a Estados Unidos donde residió en Tuscaloosa (Alabama) antes de tomar residencia en la zona oeste del estado de New York.

## Carrera
Duarte estudió física en la Macquarie University (Sídney, Australia) donde fue alumno del físico británico John Clive Ward.  En la Macquarie, Duarte lideró el movimiento de reforma de la ciencia que transformó la estructura de los títulos otorgados por tal universidad.
Luego de hacer post doctorados, en la Macquarie University y en la University of New South Wales, viajó a Estados Unidos inicialmente contratado como profesor de física en la Universidad de Alabama.  En 1985 fue invitado por los Imaging Research Laboratories de Kodak, como Senior Research Physicist, donde permaneció hasta 2006.  Ese mismo año fundó la firma de investigación  Interferometric Optics.  En Estados Unidos, se ha dedicado principalmente a la investigación de la teoría de dispersión prismática, láseres sintonizables, interferometría, y entrelazamiento cuántico.  Duarte practica la física óptica en sectores académicos, industriales, y de defensa.
Duarte fue elegido Fellow del Australian Institute of Physics (1987) y Fellow de la Optical Society of America (1993) por sus aportes al desarrollo de los láseres sintonizables. Es el primer sudamericano en recibir estas distinciones. En 1995 recibe el prestigioso Engineering Excellence Award de la Optical Society of America y en 2016 la David Richardson Medal. Sus trabajos son mencionados en cerca de doscientos libros académicos (en inglés), incluyendo varios clásicos.